# Vincent Price
Vincent Price, właśc. Vincent Leonard Price Jr. (ur. 27 maja 1911 w Saint Louis, zm. 25 października 1993 w Los Angeles) − amerykański aktor filmowy i teatralny, znany głównie z występów w filmach grozy. Użyczył głosu w słynnej piosence Michaela Jacksona „Thriller”.

## Młodość i początki kariery
Price urodził się jako najmłodszy z czwórki dzieci Vincenta Leonarda Price’a Seniora (prezesa National Candy Company) i jego żony Marguerite Cobb Wilcox. Dziadek aktora, Vincent Clarence Price, wymyślił „Dr. Price’s Baking Powder”, pierwszy proszek do pieczenia na bazie kremu z tartarusu, czym zabezpieczył finansowo rodzinę.
Price uczęszczał do szkoły Mary Institute and St. Louis Country Day School. W 1933 ukończył z dyplomem historię sztuki na Uniwersytecie Yale, gdzie pracował w czasopiśmie satyrycznym kampusu The Yale Record. Po rocznym nauczaniu, rozpoczął studia na Uniwersytecie Londyńskim, w celu uzyskania stopnia magistra sztuk pięknych. Vincenta ciągnęło jednak do teatru, gdzie po raz pierwszy na zawodowej scenie pojawił się w 1934. Jego aktorska kariera rozpoczęła się w Londynie w 1935. W drugiej połowie lat 30. Price występował z teatrem repertuarowym Orsona Wellesa, Mercury Theatre.
W 1936 Price zagrał księcia Alberta Wiktora w amerykańskiej sztuce Laurence’a Housmana Victoria Regina, gdzie w rolę tytułową Wiktorii Hanowerskiej wcieliła się Helen Hayes.

## Kariera

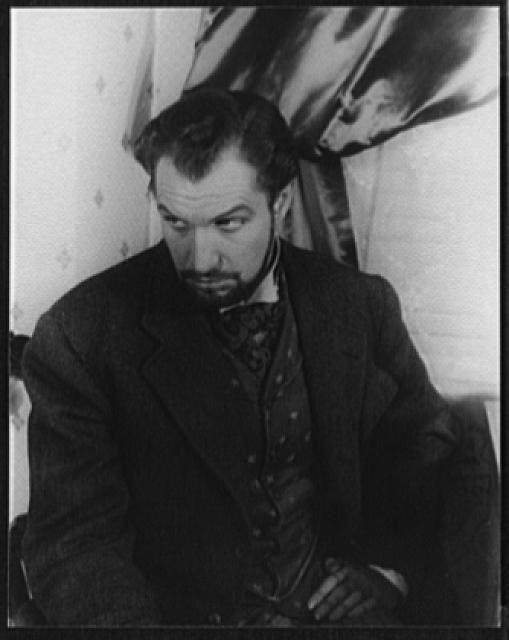
Jako pan Manningham w Gasnącym płomieniu (1938)
Fotografia: Carl Van Vechten, 1942

Rozpoczął grę jako aktor charakterystyczny, choć później nieodłącznie kojarzony jest ze światem filmów grozy. Debiut filmowy miał miejsce w 1938 za sprawą Service de Luxe, co pozwoliło mu zagrać później w filmie Laura (1944), wyreżyserowanym przez Otto Premingera, gdzie partnerował Genie Tierney. Vincent wcielił się także w postać proroka Józefa Smitha w filmie Brigham Young (1940). W obrazie Wilson (1944) zagrał adwokata Williama Gibbsa McAdoo. Natomiast w produkcji Klucze królestwa (1944), był odtwórcą roli pretensjonalnego księdza.
Po raz pierwszy aktor zetknął się z gatunkiem filmów grozy w 1939. W filmie Tower of London wystąpił wspólnie z Anglikiem Borisem Karloffem. Rok później Price wystąpił w roli tytułowej w Powrocie niewidzialnego człowieka. W 1948 w parodii horroru Abbott i Costello spotykają Frankensteina odniósł się do wspomnianej kreacji, użyczając swego głosu.

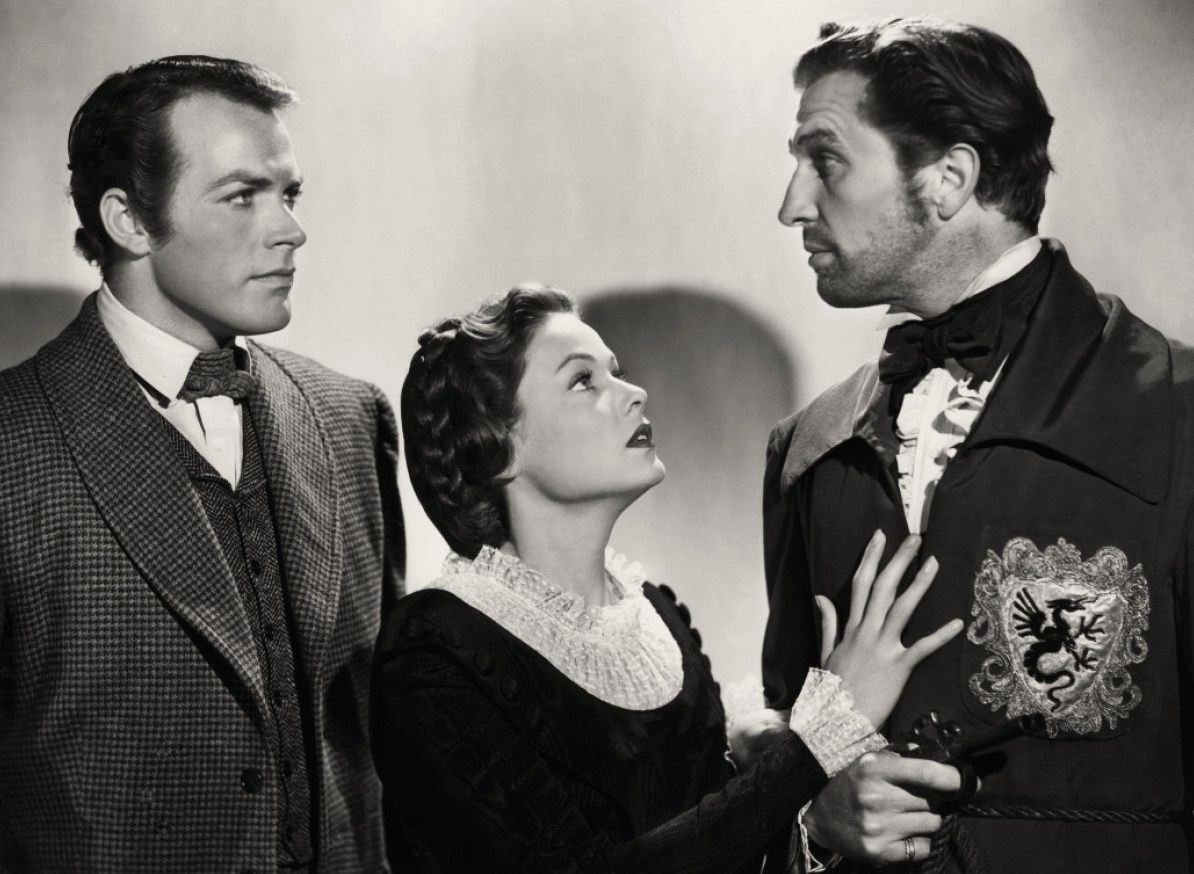
Price w filmie Dragonwyck (1946)

W latach 1945–1946 Amerykanin ponownie towarzyszył aktorce Tierney w dwóch godnych uwagi tytułach, Dragonwyck i Zostaw ją niebiosom. Price zagrał także role nikczemnych ludzi w dreszczowcach kina czarnego, jak Pajęczyna (1947), Długa noc (1947), Rogues' Regiment (1948) oraz Łapówka (1949), gdzie towarzyszył Robertowi Taylorowi, Avie Gardner i Charlesowi Laughtonowi. Pierwszą główną rolą Vincenta była postać oszusta Jamesa Reavisa w biopicu The Baron of Arizona z 1950. Natomiast w komedii Champagne for Caesar (1950), gdzie zagrał potentata Burnbridge’a Watersa, występując wspólnie z Ronaldem Colmanem. Była to jedna z jego ulubionych kreacji. Aktor nie stronił od radia, portretując w słuchowisku Święty Simona Templara (postać inspirowaną Robin Hoodem), który emitowany był w latach 1947–1951.
W latach 50. Price stał się rozpoznawalny jako aktor horrorów, głównie dzięki słynnemu Gabinetowi figur woskowych z 1953, gdzie wcielił się w rolę profesora Henry’ego Jarroda – rzeźbiarza figur woskowych. Był to pierwszy film 3D, który znalazł się w pierwszej dziesiątce podsumowującej rok północnoamerykańskiego box office'u. Obecnie obraz nadal jest jednym z najlepiej zarabiających w historii kina, biorąc pod uwagę telewizję. Uwzględniając inflację, premiera przyniosła ponad 400 mln dolarów, co zaowocowało znalezieniem się na liście 100 najbardziej dochodowych produkcji wszech czasów.

Aktor na planie Domu na Przeklętym Wzgórzu

W 1954 Price wziął udział w realizacji nagrania dzieł Edgara Allana Poego. Wspólnie z brytyjskim aktorem Basilem Rathbonem czytał krótkie historie oraz poematy autorstwa amerykańskiego pisarza. Później aktor wziął udział w realizacji The Mad Magician (1954), Muchy (1958), a także sequelu Powrót muchy (1959). Aktor zagrał także w oryginale Domu na Przeklętym Wzgórzu (1959), jako ekscentryczny milioner Fredrick Loren. W tym samym roku wcielił się w rolę doktora Warrena Chapina w filmie The Tingler, horrorze amerykańskiego producenta i reżysera Williama Castle’a. Price ponownie wziął udział w słuchowisku radiowym „Three Skeleton Key”, gdzie akcja toczy się w latarni morskiej obleganej przez armię szczurów. Po raz pierwszy zajął się narracją produkcji w 1950 w audycji radiowej Escape, powracając dwukrotnie kilka lat później dla Suspense.
Poza niszą filmów grozy, Price zagrał Bakę (głównego budowniczego) w obrazie biblijnym Dziesięcioro przykazań. W zbliżonym okresie pojawił się także w widowisku telewizyjnym stacji NBC, The Martha Raye Show.
W sezonach telewizyjnych 1955–1956, trzykrotnie wziął udział w serialu religijnym Crossroads, w którym uczestniczyli duchowni różnych wyznań. W odcinku „Cleanup” z 1955, Price sportretował kapłana Roberta Russella. W 1956 został obsadzony jako rabin Gershom Mendes Seixas w „The Rebel”, a także jako ksiądz Alfred W. Price w „God’s Healing”.

### Lata 60.
Aktor grał wtedy głównie w filmach niskobudżetowych. Na tym polu odnosił wielokrotne sukcesy, dzięki współpracy z reżyserem Rogerem Cormanem i wytwórnią filmową American International Pictures. Pierwsze powodzenie przyszło wraz z Zagłada domu Usherów (1960), który zarobił 2 mln USD w amerykańskim box offisie, co pozwoliło na kolejne realizacje adaptacji poezji Edgara Allana Poego. Były to Studnia i wahadło (1961), Opowieści niesamowite (1962), Poskromienie złoczyńcy (1963), Kruk (1963), Maska Czerwonego Moru (1964), oraz Grobowiec Ligei (1965). Price wystąpił w Ostatni człowiek na Ziemi (1964), będącym pierwszą ekranizacją powieści Richarda Mathesona, Jestem legendą. W 1968 sportretował polującego na czarownice Matthew Hopkinsa w Pogromcy czarownic. Aktor wystąpił także filmach komediowych, gdzie można wyróżnić tytuł Dr. Goldfoot and the Bikini Machine (1965), a także jego sequel Dr. Goldfoot and the Girl Bombs (1966). W 1968 zagrał ekscentrycznego artystę w Broadwayowskim musicalu Darling of the Day, który stał się komercyjną wpadką, choć otrzymał pozytywne recenzje. Był to jego jedyny występ w tego typu produkcji.

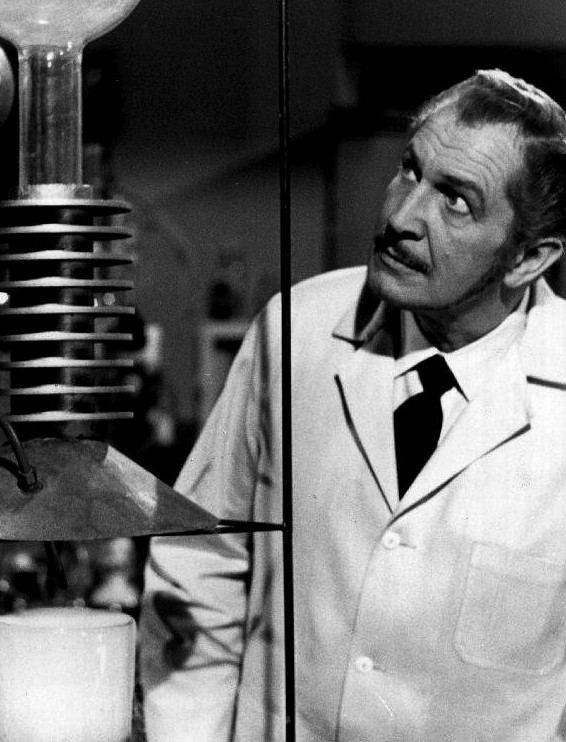
Price w serialu Get Smart

Price chętnie wcielał się gościnnie w rolę Jajogłowego w amerykańskim serialu przygodowym Batman. Yvonne Craig, partnerująca w produkcji, odtwarzająca postać Batgirl przyznała, że Vincent Price był jej ulubionym złoczyńcą w serii. Po zakończeniu zdjęć do odcinka „The Yegg Foes In Gotham”, Price zaczął rzucać jajkami w odtwórcę Robina – Burta Warda. W momencie kiedy ekipa miała dosyć Warda, nakazali Vincentowi obrzucić aktora dwoma tuzinami jaj. Ten incydent został odtworzony w zakulisowym filmie TV Powrót do jaskini Batmana: przypadki Adama i Burta. W latach 60., Price występował jako gość w teleturnieju Hollywood Squares, będąc później regularnym bywalcem programu w latach 70., uczestnicząc nawet w finale w 1980.
Oprócz udziału w Batmanie w tym dziesięcioleciu, Price gościnnie zagrał także w wielu produkcjach telewizyjnych, np. Get Smart, The Man from U.N.C.L.E., i Voyage to the Bottom of the Sea.

### Lata 70. i 80.
W latach 1962–1971, właściciele amerykańskiej sieci centrów handlowych Sears-Roebuck oferowali w sprzedaży kolekcje reprodukowanych dzieł sztuki, promowanych nazwiskiem aktora. Obrazy rekomendowane przez „Vincent Price Collection of Fine Art” sprzedały się w liczbie blisko 50 tysięcy sztuk, które nabywali mieszkańcy klasy średniej. Zjawisko to było bezprecedensowe, ponieważ ludzie mniej zamożni wcześniej nie nabywali malarskich dzieł na podobną skalę. Price dobierał i zlecał wykonanie prac do kolekcji, wśród których znalazły się dzieła mistrzów pędzla, takich jak Rembrandt, Pablo Picasso czy Salvador Dalí.
Na początku lat 70., aktor prowadził i występował w kryminalnym słuchowisku grozy – The Price of Fear – produkcji brytyjskiej rozgłośni radiowej BBC Radio. W 1971 Price przyjął rolę narratora w kanadyjskim dziecięcym programie telewizyjnym The Hilarious House of Frightenstein, który emitowany był na lokalnym kanale CHCH. W tym samym roku zagrał samego siebie w filmie telewizyjnym Mooch Goes to Hollywood, opartym na scenariuszu Jima Backusa. W tym czasie zagrał jeszcze w filmie Odrażający dr Phibes (1971), następnie w jego sequelu Dr Phibes powraca (1972), a rok później w kultowym Krwawym teatrze (1973), w którym sportretował jednego z seryjnych morderców.
W połowie lat 70., kiedy filmy grozy przeżywały kryzys, kariera aktorska Price’a wyraźnie przyhamowała. Wtedy też zaczął systematycznie pracować jako narrator, użyczał głosu, a także wziął udział w promocji produktu firmy Milton Bradley, którym był zestaw do tworzenia tzw. „pomarszczonych jabłkowych głów” (Vincent Price Shrunken Head Apple Sculpture Set) – popularnej zabawy w Stanach. Na debiutanckim albumie solowym amerykańskiego muzyka rockowego Alice'a Coopera – Welcome to My Nightmare (1975) – można usłyszeć głos aktora. Pojawił się także w telewizyjnym programie Alice Cooper: The Nightmare, promującym płytę. Na początku dekady Price przez rok brał udział w nagrywaniu codziennego przedstawienia radiowego, Tales of the Unexplained (Niewyjaśnione opowieści). W 1970 pojawił się gościnnie w jednym z odcinków sitcomu Here’s Lucy, gdzie zaprezentował swoją wiedzę o sztuce. W 1972 roku zagrał w epizodzie serialu The Brady Bunch stacji ABC, gdzie wcielił się w postać obłąkanego archeologa.
Wiosną 1976 Price nagrał singiel „The Monster Mash”, będący coverem amerykańskiego wokalisty Bobbyego „Borisa” Picketta. Aktor przekazał zarejestrowany głos jako podkład, który nagrany został w Londynie przez dwóch producentów muzycznych – Bobiego Newby'a i Kena Burgessa. W październiku tego samego roku Price gościnnie pojawił się w odcinku The Muppet Show, gdzie w ramach uznania dla przybysza plan przedstawienia wypełnił się upiorami, duchami i wampirami.
W 1978 wcielił się w rolę Oscara Wilde’a w jednoosobowym przedstawieniu Diversions and Delights napisanym przez Johna Gaya, wyreżyserowanym przez Josepha Hardy’ego. Akcja sztuki rozgrywa się nocą w paryskim teatrze, blisko rok przed śmiercią Wilde’a. Produkcja okazała się sukcesem wszędzie, gdzie była wystawiana, z wyjątkiem Nowego Jorku. W połowie 1979 Price zagrał postać Wilde’a w Tabor Opera House w Leadville w stanie Kolorado. W tym samym miejscu blisko 100 lat wcześniej poeta przemawiał do górników na temat sztuki. Ostatecznie Price występował w Diversions… na całym świecie. W biografii aktora autorstwa jego córki Victorii napisano, że członkowie rodziny i przyjaciele Price’a uważali, że była to jego najlepsza rola. Wiosną 1979 Price wystąpił ze swoją żoną, Coral Browne, w niedługo emitowanym serialu telewizji CBS Time Express. W tym samym roku aktor był gospodarzem godzinnego programu rozrywkowego „America Screams”, sprzedanym na całym świecie, gdzie jeździł kolejką górską i przedstawiał jej historię.
W 1982 Price wziął udział w trwającej kilka minut produkcji Vincent. W filmie wyreżyserowanym przez Tima Burtona aktor wcielił się w rolę narratora, użyczając swojego charakterystycznego głosu. Animacja przedstawia młodego chłopca, który przenosi się ze świata realnego do świata fantazji, gdzie staje się Vincentem Price’em. W tym samym roku Price odegrał mroczny monolog na tytułowej ścieżce albumu Michaela Jacksona Thriller. Także w 1982 Price zagrał w telewizyjnym filmie Ruddigore (na podstawie opery komicznej Gilberta i Sullivana), gdzie wcielił się w postać sir Desparda Murgatroyda. W 1983 aktor zinterpretował rolę ponurego bohatera w brytyjskiej parodii horroru pt. Krwawa łaźnia w domu śmierci. W tym czasie Price pojawił się także w filmie Dom długich cieni, gdzie zagrał obok Christophera Lee, Petera Cushinga, oraz Johna Carradine’a. Chociaż Price współpracował z każdym z wymienionych aktorów przynajmniej raz w poprzednich latach, to Dom długich cieni był pierwszym obrazem, w którym cała czwórka pojawiła się wspólnie na ekranie. Jedną z jego ostatnich głównych ról – będącą jedną z ulubionych aktora – była ta w produkcji Walta Disneya Wielki mysi detektyw (1986), gdzie Price użyczył swego głosu postaci profesora Ratigana.
W latach 1981–1989 Price był gospodarzem serialu telewizyjnego Mystery!, nadawanego przez amerykański kanał PBS. W 1985 aktor użyczył głosu w serialu animowanym Hanna-Barbery – 13 demonów Scooby Doo – gdzie wcielił się w postać czarodzieja Vincenta Van Ghoula (będącego karykaturą Price’a), który pomógł Scooby-Doo, Kudłatemu, jak i pozostałym członkom bandy w ujęciu tytułowych 13 demonów. Jako zagorzały wielbiciel rollercoasterów, w 1987 aktor zajął się narracją w 30-minutowym dokumencie, który przedstawiał historię kolejki górskiej oraz parków rozrywki. W tym czasie (1985–1989) Price pojawił się w reklamach telewizyjnych nawiązujących charakterem do filmów grozy. W 1984 wziął udział w produkcji dwóch odcinków telewizyjnego cyklu Faerie Tale Theatre, który opowiadał o popularnych baśniach. Trzy lata później Price wystąpił u boku Bette Davis w filmie Sierpniowe wieloryby, którego fabuła traktowała o dwóch owdowiałych siostrach żyjących w amerykańskim stanie Maine, gdzie spędzają ostatnie dni swojego życia. Występ aktora w tym filmie był jedynym w dorobku artysty, gdzie doceniono jego grę nominacją (Independent Spirit Awards, Najlepsza drugoplanowa rola męska). W 1989 Price’a wprowadzono do alei sław ludzi zasłużonych dla miasta Saint Louis. Ostatnią rolą filmową aktora była postać wynalazcy w obrazie z gatunku dark fantasy Edward Nożycoręki z 1990, którego reżyserem był Tim Burton.
Price jako dowcipny gawędziarz był częstym gościem programu talk-show The Tonight Show Starring Johnny Carson, gdzie aktor raz zademonstrował jak upolować rybę w zmywarce do naczyń. Price był także uznanym kucharzem i smakoszem, a także kolekcjonerem sztuki. Był on również autorem kilku książek kucharskich, zwłaszcza A Treasury of Great Recipes (1965). Prowadził także kulinarne show telewizyjne Cooking Price-Wise (1971).

## Życie prywatne
Vincent Price żonaty był trzykrotnie. Ze swoją pierwszą żoną – amerykańską aktorką Edith Barrett – aktor miał syna, Vincenta Barretta „V.B.” Price’a. Rok po rozstaniu się z Edith, Price ożenił się z Mary Grant Price. Z tego związku pochodzi Mary Victoria Price, która przyszła na świat 27 kwietnia 1962. Drugie imię córka „odziedziczyła” po pierwszym głównym sukcesie ojca, którym był występ w sztuce Victoria Regina. Na początku lat 60. Price wspólnie z żoną Mary Grant ofiarowali setki dzieł sztuki, a także sporą sumę pieniędzy na rzecz uczelni East Los Angeles College, gdzie ufundowali oni „Vincent Price Art Museum”. Trzecim i ostatnim formalnym związkiem aktora było małżeństwo z australijską aktorką Coral Browne, która zagrała z nim (jako jedna z jego ofiar) w brytyjskim filmie Krwawy teatr z 1973. Dla przyszłej żony Price przeszedł na katolicyzm, ona natomiast zmieniła dla niego obywatelstwo na amerykańskie.
Price, po ukończeniu studiów z historii sztuki na Uniwersytecie Yale, był uznanym jej miłośnikiem, a także kolekcjonerem obrazów. Oprócz utworzenia Muzeum Sztuki imienia Vincenta Price’a na kalifornijskiej uczelni East Los Angeles College, na początku lat 60. Price udzielał się jako konsultant sztuki dla amerykańskiej sieci domów handlowych Sears. Dostęp powszechny do sztuk pięknych był dla aktora niebagatelny, co było powodem jego współpracy z firmą Sears. Według córki Price’a „była to sposobność ojca na przekucie jego przekonań w praktykę, gdzie Amerykanie mieli sztukę na wyciągnięcie ręki”.
W lipcu 1950, podczas podsumowania jednego z odcinków słuchowiska radiowego The Saint, Price bez ogródek przedstawił swoje poglądy polityczne. Aktor otwarcie potępił uprzedzenia na tle rasowym i religijnym, które uznał za formę trucizny, żądając jednocześnie od swoich rodaków by aktywnie przeciwstawiali się przejawom nietolerancji. Według niego tego typu dyskryminacja na terenie Stanów Zjednoczonych napędza wrogość do narodu amerykańskiego. W 1957 Price – pod jurysdykcją prezydenta Dwighta Eisenhowera – został członkiem Rady Indiańskich Sztuk i Rzemiosł (Indian Arts and Crafts Board). Aktor uznał mianowanie za „pewną niespodziankę, od momentu kiedy został demokratą”.

## Śmierć
Price cierpiał na rozedmę płuc, co było rezultatem jego uzależnienia od palenia papierosów. Aktor niedomagał także z powodu postępującej choroby Parkinsona. Symptomy tego schorzenia były szczególnie widoczne podczas realizacji obrazu Edward Nożycoręki. Konieczne wówczas było skrócenie czasu pracy aktora na planie filmu, przez co rola Price’a w produkcji Tima Burtona została zmniejszona względem pierwotnych planów reżysera.
Poważny stan zdrowia Price’a przyczynił się także do jego rezygnacji z roli gospodarza serialu Mystery!. Aktor zmarł na raka płuca, w wieku 82 lat. Ciało Price’a zostało skremowane, a jego prochy zostały rozsypane nad Pacyfikiem, ze wzniesienia Point Dume w kalifornijskim Malibu.

## Filmografia
- 1939: Prywatne życie Elżbiety i Essexa – sir Walter Ralegh
- 1940: Powrót niewidzialnego człowieka – Geoffrey Radcliffe
- 1943: Pieśń o Bernadette – Vital Dutour
- 1944: Klucze królestwa – wielebny Angus Mealey;
- 1944: Laura – Shelby Carpenter
- 1951: Pictura: An Adventure in Art – narrator (film dokumentalny)
- 1953: Gabinet figur woskowych – profesor Henry Jarrod
- 1956: Dziesięcioro przykazań – Baka
- 1957: Historia ludzkości – pan Scratch, Diabeł
- 1958: Mucha – François Delambre
- 1959: Dom na Przeklętym Wzgórzu – Frederick Loren
- 1960: Zagłada domu Usherów – Roderick Usher
- 1961: Studnia i wahadło – Nicholas Medina/Sebastian Medina
- 1963: Kruk – dr. Esramus Craven
- 1963: Nawiedzony pałac – Charles Dexter Ward (Joseph Curwen)
- 1964: Maska Czerwonego Moru – książę Prospero
- 1965: Zatopione miasto – sir Hugh
- 1968: Robak zwycięzca – Matthew Hopkins
- 1971: Odrażający dr Phibes – dr. Anton Phibes
- 1972: Dr Phibes powraca – dr. Anton Phibes
- 1974: W kręgu szaleństwa – Paul Toombes
- 1980: Klub potworów – Eramus
- 1982: Vincent – narrator (głos)
- 1990: Edward Nożycoręki – wynalazca
- 1992: Istota sprawiedliwości jako Reggie Shaw; film TV